# Skrwilno (gromada)
Skrwilno – dawna gromada, czyli najmniejsza jednostka podziału terytorialnego Polskiej Rzeczypospolitej Ludowej w latach 1954–1972.
Gromady, z gromadzkimi radami narodowymi (GRN) jako organami władzy najniższego stopnia na wsi, funkcjonowały od reformy reorganizującej administrację wiejską przeprowadzonej jesienią 1954 do momentu ich zniesienia z dniem 1 stycznia 1973, tym samym wypierając organizację gminną w latach 1954–1972.
Gromadę Skrwilno z siedzibą GRN w Skrwilnie utworzono – jako jedną z 8759 gromad na obszarze Polski – w powiecie rypińskim w woj. bydgoskim, na mocy uchwały nr 24/10 WRN w Bydgoszczy z dnia 5 października 1954. W skład jednostki weszły obszary dotychczasowych gromad Skrwilno, Szczawno (bez miejscowości Obórki), Rak, Ruda, Szucie, Mościska i Baba ze zniesionej gminy Skrwilno w tymże powiecie. Dla gromady ustalono 23 członków gromadzkiej rady narodowej.
1 stycznia 1958 do gromady Skrwilno włączono wsie Czarnia Duża, Czarnia Mała, Otocznia i Zambrzyca ze znoszonej gromady Zambrzyca w powiecie sierpeckim w woj. warszawskim.
31 grudnia 1961 do gromady Skrwilno włączono wsie Borki, Skudzawy i Skudzawy Nowe ze zniesionej gromady Skudzawy w tymże powiecie.
1 stycznia 1972 do gromady Skrwilno włączono sołectwo Urszulewo ze zniesionej gromady Czumsk Duży w tymże powiecie, po czym gromadę Skrwilno połączono z gromadą Okalewo, tworząc z ich obszarów gromadę Skrwilno z siedzibą Gromadzkiej Rady Narodowej w Skrwilnie w tymże powiecie (de facto gromadę Okalewo zniesiono, włączając jej obszar do gromady Skrwilno).
Gromada przetrwała do końca 1972 roku, czyli do kolejnej reformy gminnej. 1 stycznia 1973 w powiecie rypińskim reaktywowano gminę Skrwilno.